# Cisco Unified Communications Manager
Cisco Unified Communications Manager (CUCM) is een softwarepakket van Cisco Systems voor het verwerken van (VOIP-)telefoongesprekken. Eerdere namen van het pakket zijn Cisco Unified CallManager en Cisco CallManager (CCM), en oorspronkelijk was het de Selsius Callmanager - totdat Cisco dat bedrijf overnam.

## Geschiedenis
Het pakket is over de jaren een aantal keren van naam gewijzigd: uiteraard toen Cisco het oorspronkelijke bedrijf Selsius overnam, en later vooral ook omdat het pakket bredere toepassingen kreeg en om de terminologie van de markt te gebruiken. Over de jaren zijn er de volgende versies geweest:
- 1997 - Selsius Call Manager 1.0 - Een oorspronkelijk videoconferencingsysteem wordt hernoemd naar Selsius Call Manager nadat de software VOIP-telefoongesprekken over een IP-netwerk is gaan ondersteunen.
- 1998 - Selsius Call Manager 2.0 - Dit is de tweede versie van het VoIP-pakket. Later in 1998 wordt het bedrijf overgenomen door Cisco Systems[1]
- 2000 - Cisco Call Manager 3.0 - Grote wijzigingen in de software zijn doorgevoerd, vooral om de schaalbaarheid te verbeteren. CCM 3.0 ondersteunt bijvoorbeeld clustering en ook wordt in 3.0 ondersteuning voor het Media Gateway Control Protocol of MGCP geïntroduceerd.
- 2001 - Cisco Call Manager 3.1 - Versie 3.1 ondersteunt meerdere gateways en VoIP-toestellen. Ook worden er nieuwe callopties geïntroduceerd zoals music on hold (wachtmuziek), ondersteuning voor XML- en HTTP-applicaties op Cisco VOIP-toestellen, TAPI-ondersteuning
- 2004 - Cisco Call Manager 4.0 - Versie 4.0 bood een breed scala aan nieuwe functies en met de introductie van deze versie werden ook belangrijke beperkingen van Cisco-based VoIP-telefonie verholpen. Zo kon je voor deze versie maximaal twee lijnen open hebben op een VOIP-toestel. Met versie 4.0 kon dit via software geconfigureerd worden. Ook werden functionaliteiten die al lange tijd bestonden in POTS-telefonie ook beschikbaar voor VoIP-bedrijfscentrales. Enkele voorbeelden zijn hunt-groups, privacy-gespreksbescherming op een gedeelde lijn, Multi-Level-Administratie zodat je bepaalde administratieve taken kon delegeren (van belang bij grote organisaties: afdelingen kunnen hun eigen deel van het VOIP-netwerk beheren zonder toegang te hebben tot andere delen van het netwerk. Deze versie, en daarmee alle eerdere, is sinds 2008 End of life. Ook de Windows 2000-implementaties van CUCM 4.1 en 4.2 zijn EOL.
- 2004 - Cisco Call Manager 4.1 - In hetzelfde jaar werd 4.1 geïntroduceerd die behalve een aantal bugfixes ook een hogere stabiliteit bood. Daarnaast werden er extra functionaliteiten toegevoegd zoals TODR: routeren van gesprekken op basis van het tijdstip, ook werd verhoogde betrouwbaarheid mogelijk door gebruik te maken van encryptie.
- 2006 - Cisco Unified Call Manager 4.2 - Deze versie werd tegelijkertijd opgeleverd met CUCM 5. Versie 4.2 draaide op Windows 2000 terwijl Versie 5.0 onder een Linux-variant draait.
- 2006 - Cisco Unified Call Manager 4.3 - Deze versie draait onder een aangepaste versie van Windows 2003. Als nieuwe feature kan het calls naar huntgroepen die niet beschikbaar zijn door - bijvoorbeeld - storing op de WAN-link opnieuw routeren via het POTS-netwerk.
- 2006 - Cisco Unified Call Manager 5.0 - Net als de 4.2/4.3-versie is het product hernoemd door 'unified' toe te voegen om aan te geven dat het pakket niet alleen voicegesprekken ondersteunt maar ook video-calls. De eerdere versies draaiden op Windows 2000 (en v4.3 op een aangepaste versie van Windows Server 2003), maar vanaf versie 5 wordt het pakket geleverd als compleet apparaat: hardware en software. Als besturingssysteem wordt een eigen Linuxdistributie van Cisco gebruikt (Cisco VOS). Behalve als complete appliance kan CUCM ook geïnstalleerd worden op een beperkt aantal ondersteunde servers van HP en IBM. Ook wordt er met deze versie een nieuwe licentie-structuur ingevoerd en wordt overgeschakeld op een ander databasesysteem. Op technisch vlak wordt het SIP of SCCP naar IP-eindpunten ingevoerd.
- 2007 - Cisco Unified Call Manager 5.1 - vooral bugfixes uit 5.0 opgelost.
- 2007 - Cisco Unified Communications Manager 6.0 - Call-manager wordt communications-manager. Deze versie draait onder een commerciële/zakelijke Red Hat Linux-distributie en is de definitieve overstap naar het Linux-platform in plaats van Windows. Ook werden nieuwe features aangeboden zoals een persoonlijk nummer dat naar meerdere bestemmingen gerouteerd kon worden: bijvoorbeeld een (intern) VOIP-toestel en tegelijkertijd ook het mobiele toestel van die gebruiker. Ook een intercom-functie werd geïntroduceerd.
- 2008 - Cisco Unified Communications Manager 7.0 - Hoewel eerst wel aangekondigd op Windows als Linux heeft Cisco later aangekondigd dat het pakket niet OS-onafhankelijk zal blijven. Toekomstige versies zullen alleen in appliance of Linux beschikbaar zijn.
- 2010 - Cisco Unified Communications Manager 8.0 - Deze versie is in mei 2010 op de markt gekomen. Hij biedt ondersteuning voor Windows 7 en Active Directory.

## Gebruik
Een CUCM analyseert een gedraaid toestelnummer en routeert de verbinding vervolgens door naar een IP-netwerk of het PSTN via gateway-events. Steeds meer vormen van communicatie vallen samen: voice, video en tekst.
The CUCM draait ofwel op een appliance (door Cisco geleverde hardware waarop de software volledig op geïnstalleerd is) of op een van de goedgekeurde server-modellen. Een communicatie-cluster die 30.000 IP-telefoons moet ondersteunen zal op een cluster draaien bestaande uit in totaal twintig servers: een publisher, 2 x FTP, 2 x 4 (primary en secondary) subscriber servers en negen media resource servers.
Het is zelfs mogelijk om een super-cluster te configureren die tot 60.000 telefoonnummers ondersteunt: in dat geval verdubbelt het aantal subscriber servers tot zestien (acht primair, acht secundair) en verder als de cluster voor 30.000 nummers.

## Beheer
Het beheer vindt primair plaats via een webinterface voor Internet Explorer en Firefox. Daarnaast is er een bulk-administratietool om grote aantallenwijzigingen in een keer door te voeren.
De eindgebruiker heeft geen toegang tot de Linux-root en er is alleen een beperkte command-line-interface voor testen en troubleshooting.
Daarnaast wordt er gebruikgemaakt van (3rd party) provisioningsystemen zoals TiM (Telephone Interface Communications Manager)

## Cisco Unified Communications Manager Express
Cisco Unified Communications Manager Express (CUCME) is een Cisco IOS PABX voor kleine tot middelgrote organisaties of voor bijkantoren van grote organisaties.